# Dudenhofen
Dudenhofen là một đô thị thuộc thuộc huyện Rhein-Pfalz, bang Rheinland-Pfalz,phía tây nước Đức. Đô thị này có diện tích 13 km², dân số thời điểm ngày 31 tháng 12 năm 2006 là 5798 người.
Đô thị này có cự ly khoảng 3 km về phía tây Speyer.
Dudenhofen là thủ phủ của Verbandsgemeinde ("cộng đồng đô thị") Dudenhofen. 

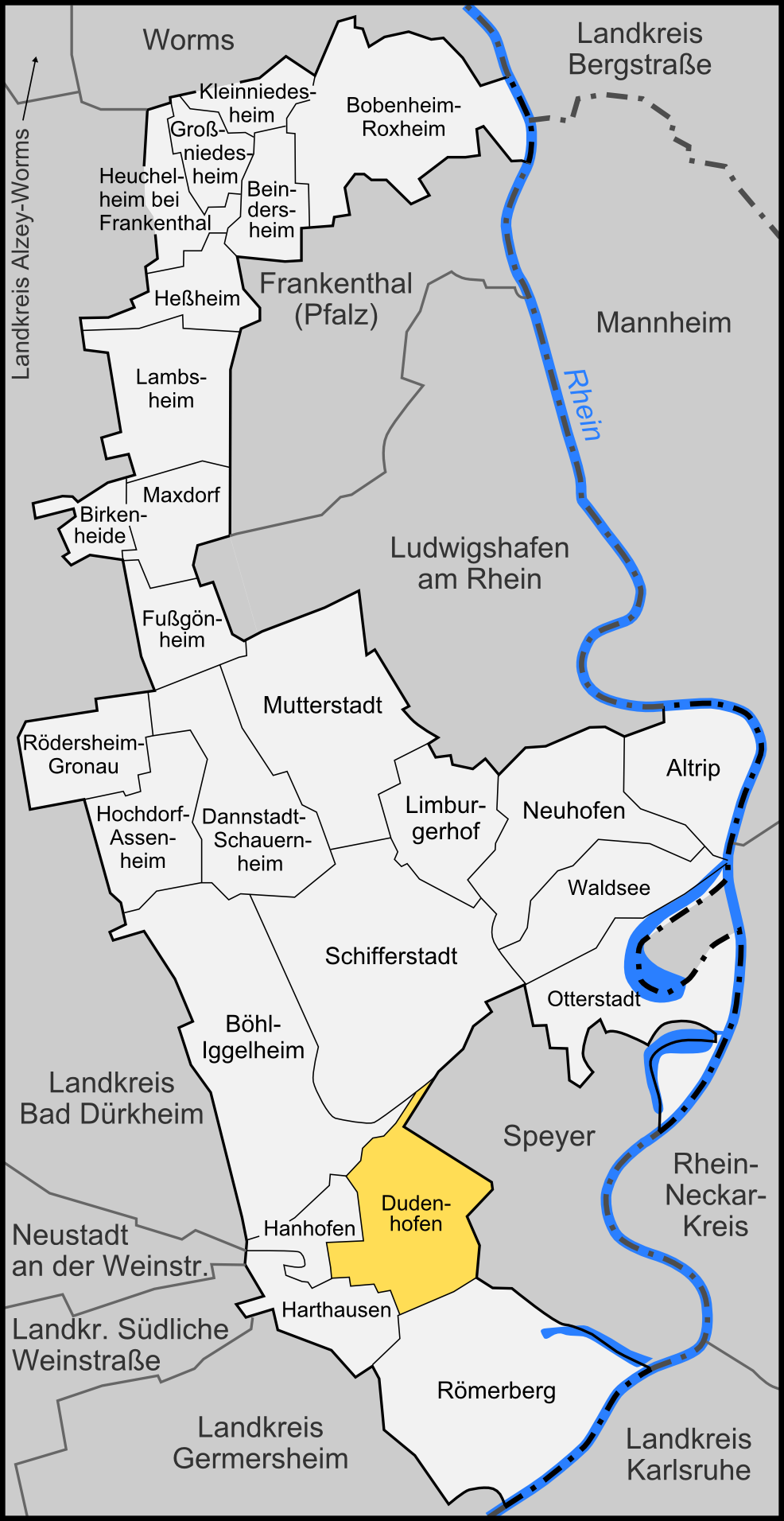